# Flotylla Amurska
Amurska Flotylla Wojskowa (ros. Амурская военная флотилия) – rosyjska i radziecka flotylla rzeczna istniejąca na Amurze i jego dopływach w latach 1905–98.